# フェリックス＝ミシェル・メルキ
フェリックス＝ミシェル・メルキ（Felix Michel Melki, 1994年7月23日 - ）は、スウェーデン・セーデルテリエ出身のサッカー選手。アル・アヘドFC所属。ポジションはミッドフィールダー。守備的MFや時には攻撃的MF、センターフォワードとしてもプレーできる。
自身の父と同様シリアンスカFCで3年間プレーした後、2016年にトルコのエスキシェヒルスポルに移籍。2018年にはAFCエシルストゥーナと契約してスウェーデンに戻り、スウェーデンのトップリーグであるアルスヴェンスカンへの復帰に貢献した。2019年にはスウェーデンの王者AIKソルナへの移籍した。
生まれと育ちはスウェーデンだが、レバノン人の父方の祖父を持つことを理由に、2018年にレバノン代表でのプレーを選択。2019年のAFCアジアカップではグループステージ3試合全てに出場し、北朝鮮代表戦で得点を決め、マン・オブ・ザ・マッチに選出された。

## 経歴
スウェーデン人の母とシリア人の父ロバート・ミシェル・メルキの間にスウェーデンで生まれた。 出自の関係（祖父がレバノン人）でレバノンのパスポートも取得しており、レバノン代表としての公式戦出場資格を得ている。兄のアレクサンダー＝ミシェル・メルキも同じプロサッカー選手として活躍している。

### シリアンスカFC
7歳の時に地元のクラブであるスウェーデンのシリアンスカFCの育成部門に入団、サッカーでのキャリアをスタートさせた。 2013年にプロ契約を結びトップチームに昇格。18歳11か月7日でスウェーデンのトップリーグであるアルスヴェンスカンでのデビューを果たした。その後リーグ戦や国内カップ戦で散発的に出場し2016年にトップチームのスタメンとしての地位を確立した。

### エスキシェヒルスポル
2016年8月にはトルコのエスキシェヒルスポルへ移籍し、リーグ戦10試合に出場した。

### AFCエシルストゥーナ
2018年3月、当時スーペルエッタンに所属したAFCエシルストゥーナと契約。そこで兄のアレクサンダー＝ミシェル・メルキと再び同じチームに所属することになる。初シーズンはリーグ戦21試合とスウェーデンカップ1試合に出場し、昇格プレーオフを経て国内トップリーグであるアルスヴェンスカンへの復帰に貢献した。2019年はリーグ戦とカップ戦で13試合に出場。シーズン半ばでスウェーデン王者のAIKソルナに移籍することになる。

### AIKソルナ
2019年7月25日、アルスヴェンスカンの王者AIKソルナと3年契約で合意した。2020年秋に2019新型コロナウイルスに感染した事が発覚しアルスヴェンスカンでの残りの試合は欠場することになった。2021年5月10日、エリテセリエンのサルプスボルグ08に期限付き移籍。

### AFCエシルストゥーナ復帰
2021年8月11日、AFCエシルストゥーナにシーズン終了までの期限付き移籍で復帰。2022年1月11日に完全移籍した。

### アル・アヘドFC
2023年1月5日、レバノン・プレミアリーグのアル・アヘドFCに移籍した。

## 代表経歴
2018年11月15日にレバノン代表としての公式戦デビューを果たしフル出場した（対戦相手はウズベキスタン代表）。その1か月後には兄のアレクサンダー＝ミシェル・メルキと共にAFCアジアカップ2019に招集された。2019年1月17日、グループステージ最終戦の北朝鮮代表戦で同点ゴールを決め、チームは4-1の快勝。そのパフォーマンスでマン・オブ・ザ・マッチに選出された。

## プレースタイル
育成年代では攻撃的なポジションでもプレーしたことから本職はセンターバックでありながらもチーム状況によって守備的MF（例えば2019年11月8日のAFCエシルストゥーナ戦）や攻撃的MF、時にはセンターフォワード（例えば2020年7月15日のIKシリウス・フォトボル戦）としてもプレーする。また、センターバックとして先発してもその強靭な体を買われ試合終了間際のパワープレー時にセンターフォワードで起用されることもある。